# Абдрахманов, Уликпан
Уликпан Абдрахманов, другой вариант имени и фамилии — Лукпан Абдирахманов (каз. Лұқпан Әбдірахманов, 22 февраля 1922, Байчунас, Гурьевский уезд, Уральская губерния, Киргизская АССР, РСФСР — 23 августа 2000, Кульсары, Атырауская область) — нефтяник, оператор по добыче нефти и газа НГДУ «Кульсарынефть» объединения «Эмбанефть», Герой Социалистического Труда (1971). Заслуженный нефтяник Казахской ССР.

## Биография
Родился в 1922 году в населённом пункте Байчунас Гурьевской области, Каиргизская АССР. После окончания средней школы начал трудиться замерщиком дебита нефти. В 1941 году был призван в Красную Армию. Участвовал в Великой Отечественной войне. В 1944 году вступил в КПСС. После демобилизации в 1948 году работал на нефтяном промысле в Байчунасе. В 1951 году был назначен старшим оператором на нефтяном промысле в посёлке Кульсары Эмбинского района Гурьевской области.
Достиг выдающихся трудовых показателей. Досрочно выполнил личные социалистические обязательства и плановые задания Восьмой пятилетки (1966—1970). 30 марта 1971 года Указом Президиума Верховного Совета СССР удостоен звания Героя Социалистического Труда «за выдающиеся заслуги в выполнении заданий пятилетнего плана по добыче нефти и достижение высоких технико-экономических показателей в работе» с вручением ордена Ленина и золотой медали Серп и Молот.
В 1976 году был удостоен звания «Почётный нефтяник Казахской ССР».
Избирался членом Эмбинского районного и Гурьевского областного комитетов Компартии Казахстана.